# Fixsenia inouei
Fixsenia inouei är en fjärilsart som beskrevs av Shirozu 1959. Fixsenia inouei ingår i släktet Fixsenia och familjen juvelvingar. Inga underarter finns listade i Catalogue of Life.